# Anton Schiefner

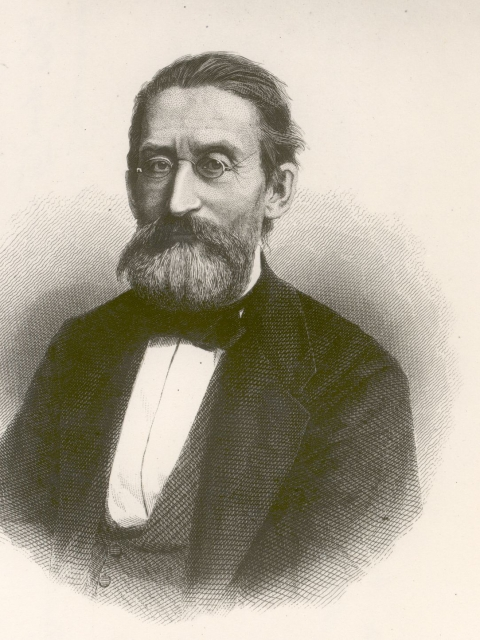
Franz Anton Schiefner.

Franz Anton Schiefner (ryska: Антон Антонович Шифнер), född 18 juli 1817 i Reval, död 16 november 1879 i Sankt Petersburg, var en rysk (balttysk) språkforskare.
Schiefner studerade först juridik, sedermera filologi och i synnerhet orientaliska språk, blev 1852 ledamot av akademien i Sankt Petersburg och 1863 dess bibliotekarie. Han var kännare av de mongoliska, turkisk-tatariska, finsk-ugriska, kaukasiska och tibetanska språken. Han ordnade de av Matthias Alexander Castrén samlade materialen över de samojediska, tungusiska, burjatiska och jenisejostjakiska språken samt utgav en tysk översättning av Kalevala (1852). Stor betydelse fick även hans bearbetningar av Pjotr Uslars kaukasiska språkmaterial.